# Campionati del mondo di ciclismo su strada 2020 - Cronometro maschile Elite
La cronometro maschile Elite dei Campionati del mondo di ciclismo su strada 2020 si disputò il 25 settembre 2020 in Italia, con partenza e arrivo all’Autodromo Enzo e Dino Ferrari ad Imola, su un percorso di 31,7 km. L'italiano Filippo Ganna vinse la gara con un tempo di 35'54"10 alla media di 53 km/h, precedendo il belga Wout Van Aert e lo svizzero Stefan Küng.
Presenti alla partenza 56 ciclisti a causa del ritiro di uno dei partecipanti.

## Classifica (Top 10)
| Pos. | Corridore          | Squadra     | Tempo   |
| ---- | ------------------ | ----------- | ------- |
| 1    | Filippo Ganna      | Italia      | 35'54"  |
| 2    | Wout Van Aert      | Belgio      | a 27"   |
| 3    | Stefan Küng        | Svizzera    | a 30"   |
| 4    | Geraint Thomas     | Regno Unito | a 37"   |
| 5    | Rohan Dennis       | Australia   | a 40"   |
| 6    | Kasper Asgreen     | Danimarca   | a 47"   |
| 7    | Rémi Cavagna       | Francia     | a 48"   |
| 8    | Victor Campenaerts | Belgio      | a 53"   |
| 9    | Alex Dowsett       | Regno Unito | a 1'06" |
| 10   | Tom Dumoulin       | Paesi Bassi | a 1'14" |